# Hortlax socken
Hortlax socken ligger i Norrbotten, uppgick 1967 i Piteå stad och området ingår sedan 1971 i Piteå kommun och motsvarar från 2016 Hortlax distrikt.
Socknens areal var den 1 januari 1961 362,08 kvadratkilometer, varav 336,01 km² land. År 2000 fanns här 6 378 invånare. Tätorterna Bergsviken, Jävre, Blåsmark och Hemmingsmark samt tätorten och kyrkbyn Hortlax med sockenkyrkan Hortlax kyrka ligger i socknen. 

## Administrativ historik
Hortlax församling bildades 1918 genom en utbrytning ur Piteå landsförsamling. Hortlax landskommun bildades samma år genom en utbrytning ur Piteå landskommun. Landskommunen uppgick 1967 i Piteå stad som sedan 1971 ombildades till Piteå kommun.
1 januari 2016 inrättades distriktet Hortlax, med samma omfattning som församlingen hade 1999/2000.
Socknen har tillhört fögderier, tingslag och domsagor enligt vad som beskrivs i artikeln Norrbotten.

## Geografi
Hortlax socken ligger vid kusten sydväst om Piteå. Socknen är en mjukt kuperad myrrik skogsbygd med odlingsbygd vid kusten och sjöarna.

## Fornlämningar
Cirka 90 gravrösen är funna utmed bronsålderns och äldre järnålderns strandlinje. Tomtningar och labyrinter har också påträffats.

## Namnet
Namnet (1505 Hörtelax) är en försvenskning av det finska ordet Hurtalaksi, bestående av förleden hurtta, '(stor) hund; varg' och efterleden lahti, 'vik'.

## Befolkningsutveckling
| Befolkningsutvecklingen i Hortlax socken 1920–1990            | Befolkningsutvecklingen i Hortlax socken 1920–1990 | Befolkningsutvecklingen i Hortlax socken 1920–1990 | Befolkningsutvecklingen i Hortlax socken 1920–1990 | Befolkningsutvecklingen i Hortlax socken 1920–1990 |
| ------------------------------------------------------------- | -------------------------------------------------- | -------------------------------------------------- | -------------------------------------------------- | -------------------------------------------------- |
|                                                               |                                                    |                                                    |                                                    |                                                    |
| År                                                            |                                                    |                                                    | Folkmängd                                          |                                                    |
| 1920                                                          | 1920                                               |                                                    | 3 766                                              |                                                    |
| 1930                                                          | 1930                                               |                                                    | 4 339                                              |                                                    |
| 1940                                                          | 1940                                               |                                                    | 4 508                                              |                                                    |
| 1950                                                          | 1950                                               |                                                    | 4 844                                              |                                                    |
| 1960                                                          | 1960                                               |                                                    | 4 769                                              |                                                    |
| 1970                                                          | 1970                                               |                                                    | 4 445                                              |                                                    |
| 1980                                                          | 1980                                               |                                                    | 5 574                                              |                                                    |
| 1990                                                          | 1990                                               |                                                    | 6 173                                              |                                                    |
| Anm: Källor: Demografiska databasen, CEDAR, Umeå universitet. |                                                    |                                                    |                                                    |                                                    |